# Rüdiger Kauf
Rüdiger Kauf (Esslingen am Neckar, 1 maart 1975) is een Duits voormalig voetballer die voornamelijk als middenvelder speelde. Hij speelde het grootste deel van zijn carrière voor Arminia Bielefeld, waar hij uitgroeide tot aanvoerder. Kauf kwam met Bielefeld hoofdzakelijk uit in de Bundesliga en enkele seizoenen in de 2. Bundesliga. 